# 蒂姆·奥勒·纳斯克
蒂姆·奥勒·纳斯克（德語：Tim Ole Naske，1996年4月26日—）生于汉堡，是一名德国男子赛艇运动员。他在10岁时开始练习赛艇，当时他的体育教师在学校设立了一个课外赛艇小组。他2017年时身高为1米83，尽管这一身高在普通人里并不算矮，但与队友相比仍算较矮。大学时，他在汉堡大学修读法学专业，东京2020奥运后，他暂时离开赛场，以专注学业，直到2023年回归。